# Фелицитас на монетах Древнего Рима

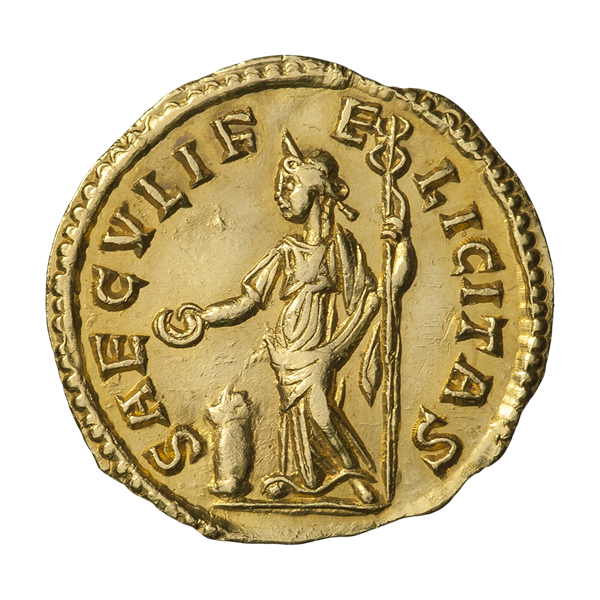
Ауреус Тетрика I, ок. 271—274 гг. Фелицитас в правой руке держит патеру над жертвенным алтарём, в левой руке — кадуцей. Легенда — SAECVLI FELICITAS

Фелицитас на монетах Древнего Рима изображалась в правление почти всех римских императоров от Гальбы (68—69) до Флавия Севера (305—306).

## Фелицитас в римской мифологии
Фелицитас (Фелицита, Фелицата, Фелиситас, Фелица, лат. Felicitas) — в римской мифологии — богиня счастья и успеха. В Риме существовали два храма Фелицитас, а также были установлены её статуи на Марсовом поле и на Капитолии. Храм, находившийся в пятом округе, сгорел при императоре Клавдии.
Атрибутами Фелицитас были рог изобилия и кадуцей.

## Фелицитас на монетах
Фелицитас изображалась на многих императорских монетах в образе женщины, одетой в столу. На различных монетах фигура может быть как стоящей, так и сидящей. Фелицитас изображалась с различными атрибутами, например, держащей в одной руке кадуцей, в другой — рог изобилия. Могли изображаться и другие атрибуты: корабельный руль, ростр и др.
Образ Фелицитас изображался, как демонстрация желания правителей, чтобы счастье считалось благом, связанным с их правлением. Иногда к имени Фелицитас добавлялось AVG. Не известно точно, является ли это к восхвалением правителя за принесённое народу счастье или же почётным именем самой богини.

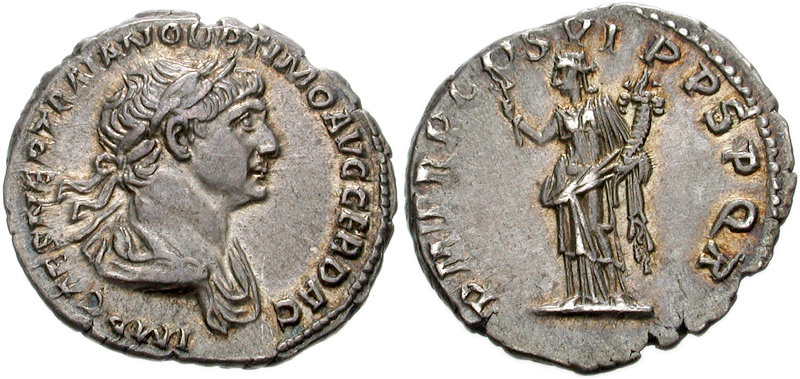
Денарий Траяна, 115—116 гг., легенда P M TR P COS VI PP S P Q R
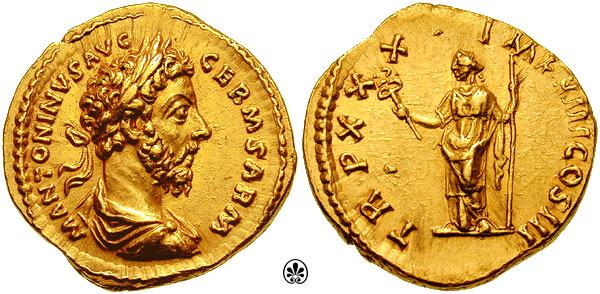
Ауреус Марка Аврелия, 176 г., легенда TR P XXX IMP VIII COS III
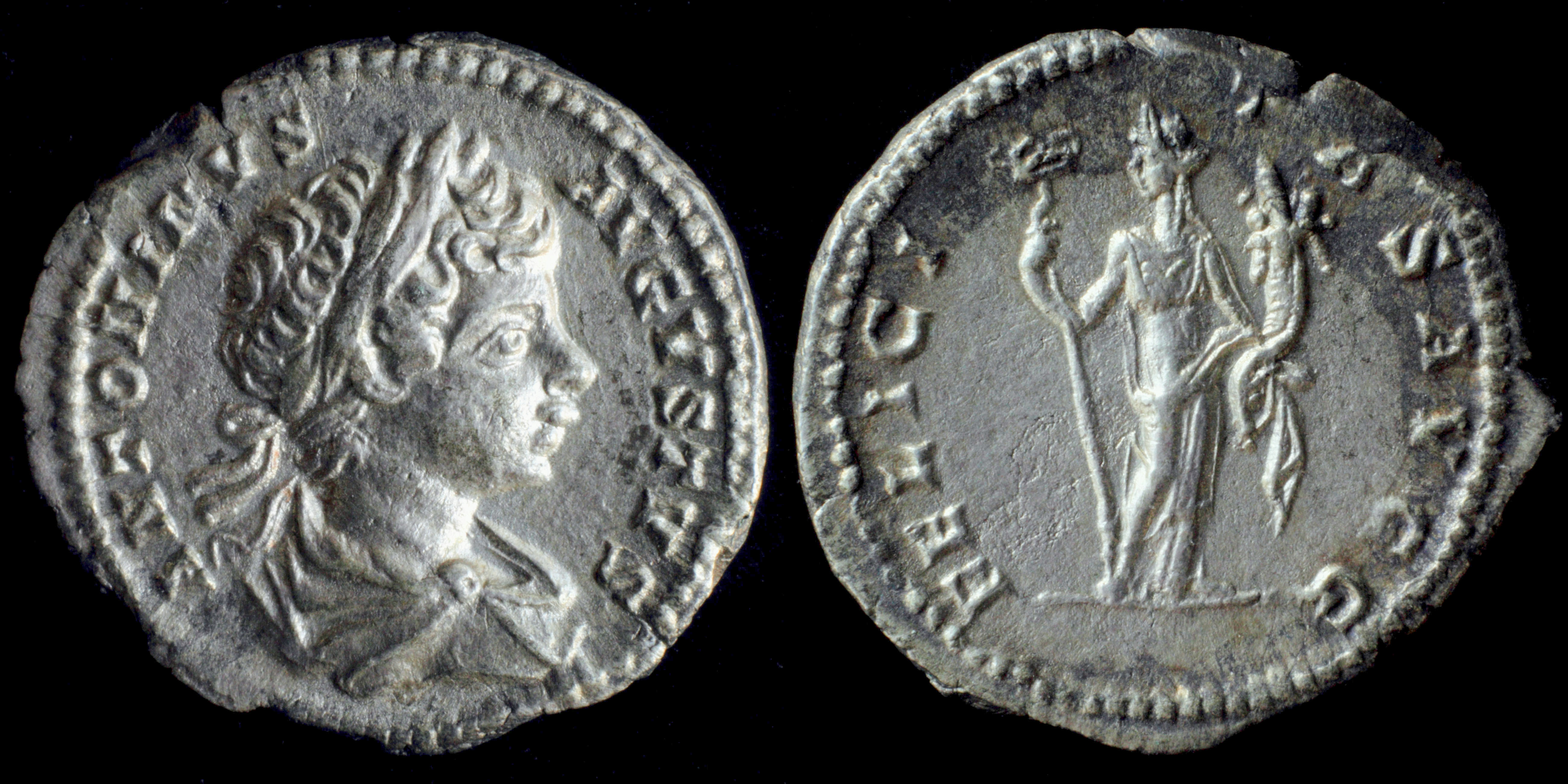
Денарий Каракаллы, 199—200 гг., легенда  FELICITAS AVGG
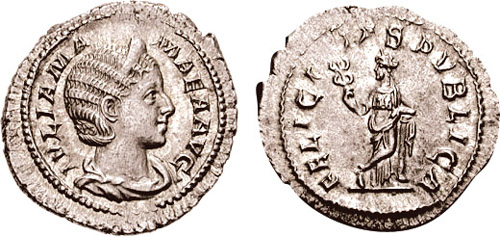
Денарий Юлии Мамеи, 222—235 гг., легенда FELICITAS PVBLICA
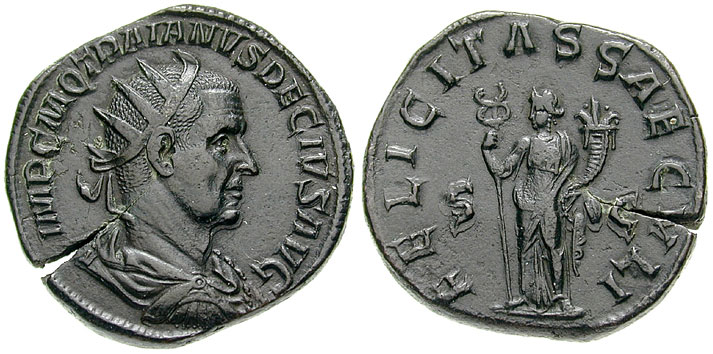
Двойной сестерций Деция Траяна, легенда FELICITAS SAECVLI
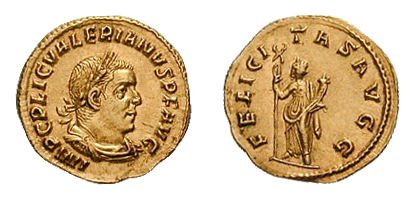
Ауреус Валериана I, 253—260 гг., легенда FELICITAS AVGG